# Rhinolophus landeri
Rhinolophus landeri är en däggdjursart som beskrevs av Martin 1838. Rhinolophus landeri ingår i släktet Rhinolophus och familjen hästskonäsor. Inga underarter finns listade i Catalogue of Life. Wilson & Reeder (2005) skiljer mellan fem underarter.

## Utseende
Arten är med en absolut kroppslängd av 63 till 83 mm, inklusive en 21 till 31 mm lång svans och med en vikt av 5 till 10 g en medelstor hästskonäsa. Den har 35 till 49 mm långa underarmar, ett vingspann av 280 till 307 mm, bakfötter av 7 till 9 mm längd och 13 till 20 mm stora öron. Typisk är orangeröda hårtofsar på axlarna hos vuxna hannar. Bakom finns körtlar som gör tofsarna våta. Annars har hannar och honor förutom könsdelarna samma utseende och storlek. Den mjuka pälsen på ovansidan är grå med röda nyanser eller gråbrun. Den bildas av hår med mörkare spetsar. Undersidan är lite ljusare i samma färg. Under vissa tider är pälsen orangebrun med eller utan röda nyanser. Hudflikarna på näsan har en hästskoformig grundform som är 6 till 8 mm bred och en trekantig uppsats. Kännetecknande är en djup ränna i underläppen och två otydliga veck bredvid. Under tider med gråbrun päls är flyghuden svartbrun och under den andra tiden brun. Tandformeln är I 1/2, C 1/1, P 2/3, M 3/3.

## Utbredning
Denna fladdermus förekommer i stora delar av Afrika söder om Sahara från Senegal i väst till Etiopien i öst och söderut till Angola och Zimbabwe. I en smal region nära Indiska oceanen når arten även Sydafrika. Rhinolophus landeri vistas i låglandet och i bergstrakter upp till 2000 meter över havet (vid Mount Elgon i Kenya). Habitatet utgörs främst av savanner och galleriskogar. Arten besöker även fuktiga skogar och torrare buskskogar. Trädgrupper i savanner består ofta av träd från släktet Isoberlinia. Arten undviker torra buskskogar med växter av släktet Baikiaea.

## Ekologi
Kolonier med några hundra till 1000 medlemmar vilar i grottor eller i gruvor. Mindre flockar har dessutom bergssprickor, trädens bladverk, håligheter i marken eller byggnader som sovplats.
Ibland ligger gömstället i träd av baobabsläktet. Arten kan dela viloplatsen med andra hästskonäsor, med fladdermöss av släktet Hipposideros, med Lissonycteris angolensis, Coleura afra, Nycteris arge och Nycteris macrotis. Födan utgörs av nattfjärilar, skalbaggar och andra insekter som jagas cirka två meter ovanför marken. Lätet som används för ekolokaliseringen har två melodier. Frekvensen varierade mellan 55 och 122 kHz. Alla honor av samma population föder sina ungar ungefär samtidig. Vid en studie dokumenterades en fördröjd embryoutveckling. Ofta sker parningen under regntiden. Per kull föds en unge som får efter 4 till 5 veckor flygförmåga. Innan bärs ungen av modern. Antagligen sker den första parningen under andra levnadsåret. I fladdermusens päls lever olika parasiter.

## Hot
För beståndet är inga hot kända och hela populationen antas vara stor. IUCN kategoriserar arten globalt som livskraftig.